# Босбом-Ланчава, Теа
Теа Босбом-Ланчава (11 сентября 1974, Кутаиси) — нидерландская, ранее советская, грузинская, шахматистка, международный мастер (2004), гроссмейстер среди женщин (2001).

## Спортивные достижения
Победительница двух чемпионатов мира среди девушек (представляла СССР) — в категории по 14 лет (1988) и до 16 лет (1990).
Серебряный призёр чемпионата Европы (2006). Пять раз участвовала на олимпиадах (1998—2006).
Победительница чемпионата Нидерландов среди женщин (2012).

## Биография
Родилась в Кутаиси. Родители научили её играть в шахматы, когда ей было пять лет. Выступала на местных турнирах, на одном из них её заметила Нона Гаприндашвили. Гаприндашвили убедила родителей отправить девочку в Тбилиси, чтобы та могла регулярно тренироваться у неё. Их сотрудничество продолжалось до переезда Ланчавы в Нидерланды.
С 1995 года живёт в Нидерландах, с 1996 у неё гражданство этой страны. Была замужем, развелась, есть сын.
С 2018 года является почётным членом Нидерландской шахматной федерации.

## Изменения рейтинга
| График не отображается по техническим причинам. Чтобы исправить это, воспроизведите график в новом формате, если это возможно. |